# Estadi Hernando Siles
L'Estadi Hernando Siles és un estadi esportiu de la ciutat de La Paz, Bolivia.
És l'estadi amb més capacitat de Bolívia, amb 41.143 espectadors, 37.029 en partits internacionals. El nom de l'estadi fa referència a Hernando Siles Reyes, el 31è President de Bolívia (1926–1930). És la seu de la selecció de futbol de Bolívia i els clubs Bolívar, The Strongest, La Paz FC, Universitario de La Paz, Chaco Petrolero, Mariscal Braun, a més d'altres clubs de menor categoria.
L'estadi està situat a 3.637 metres d'altitud, essent un dels més alts del món.
Va ser inaugurat oficialment el dia 16 de gener de 1930 amb el partit entre The Strongest i Universitario, amb victòria del primer per 4–1. L'estadi ha estat seu del Campionat Sud-americà de futbol de 1963 i de la Copa Amèrica de futbol de 1997. L'any 1975 fou reconstruït per a ser seu dels Jocs Bolivarians de 1977. El dia 1 d'abril de 2009 la selecció de Bolívia va derrotar l'Argentina en partit classificatori pel Mundial 2010 per 6–1, la pitjor derrota de l'Argentina en 60 anys.
Fins al maig de 2007, la FIFA, l'òrgan de govern internacional del futbol, va acceptar l'estadi com a seu de partits de classificació per a la Copa del Món, malgrat les protestes dels equips visitants que l'altitud donava a Bolívia un avantatge injust contra els oponents que només tenien pocs dies per aclimatar-se abans de jugar. El 27 de maig de 2007, la FIFA va declarar que no es podia jugar cap partit de classificació per a la Copa del Món en estadis a més de 2.500 metres sobre el nivell del mar. Alguna gent, inclòs el president bolivià Evo Morales i Diego Maradona, van reaccionar al·legant que la nova mesura discriminava principalment a les nacions de gran altitud d'Amèrica Llatina, especialment les dels Andes. Després d'un mes de campanya contra la prohibició, la FIFA va elevar el límit d'altitud de 2.500 a 3.000 metres el 27 de juny de 2007. L'endemà, la FIFA també va anunciar una exempció especial per a l'Estadi Hernando Siles, que permetia que l'estadi continués celebrant partits per a la classificació per a la Copa del Món. La prohibició va ser revocada el maig de 2008.